# Strumień (gromada)
Strumień – dawna gromada, czyli najmniejsza jednostka podziału terytorialnego Polskiej Rzeczypospolitej Ludowej w latach 1954–1972.
Gromady, z gromadzkimi radami narodowymi (GRN) jako organami władzy najniższego stopnia na wsi, funkcjonowały od reformy reorganizującej administrację wiejską przeprowadzonej jesienią 1954 do momentu ich zniesienia z dniem 1 stycznia 1973, tym samym wypierając organizację gminną w latach 1954–1972.
Gromadę Strumień z siedzibą GRN w mieście Strumieniu (nie wchodzącym w jej skład) utworzono – jako jedną z 8759 gromad na obszarze Polski – w powiecie cieszyńskim w woj. stalinogrodzkim, na mocy uchwały nr 16/54 WRN w Stalinogrodzie z dnia 5 października 1954. W skład jednostki weszły obszary dotychczasowych gromad Bąków, Zabłocie i Zbytków ze zniesionej gminy Strumień w tymże powiecie. Dla gromady ustalono 22 członków gromadzkiej rady narodowej.
20 grudnia 1956 województwo stalinogrodzkie przemianowano (z powrotem) na katowickie.
Gromada przetrwała do końca 1972 roku, czyli do kolejnej reformy gminnej. 1 stycznia 1973 w powiecie cieszyńskim reaktywowano gminę Strumień.